# Phare de Ponta de Vera Cruz
Le phare de Ponta de Vera Cruz ou phare de Santa Maria  est un phare situé sur la plage de Santa Maria, sur l'île de Sal l'une du groupe des îles de Barlavento, au Cap-Vert. 
Ce phare géré par la Direction de la Marine et des Ports (Direcção Geral de Marinha e Portos ou DGMP) .

## Description
Le phare est une tourelle cylindrique blanche de 4 m de haut. Elle est érigée en bord de plage à Santa Maria, derrière le restaurant du phare (Restaurante Farolim). Il émet, à une hauteur focale de 9 m, cinq éclats verts toutes les vingt secondes. Sa portée nominale n'est pas connue.
Identifiant : ARLHS : CAP--... PT-2080 - Amirauté : D2922.5 (ex-2924) - NGA : 113-24168 .
|             |
| Santa Maria |

|            |
| Île de Sal |

### Lien connexe
- Liste des phares au Cap-Vert